# Биологична експериментална база „Калимок“
Биологична експериментална база „Калимок“ функционира към Института по зоология в района на с. Нова Черна, община Тутракан. Създадена е през 1992 г. в местността на бившето село Калимок. В близост се намира защитената местност Калимок-Бръшлен.

## Дейност
Основната дейност на базата е свързана с опознаване и опазване на българската орнитофауна. Това включва изследвания и мониторинг на птиците и техните миграции, както и опазване на застрашените от изчезване видове. Работи се върху възстановяването на популациите на редки за България птици като Червения ангъч, Голямата дропла и др.
В базата се извършва и опръстеняване на птици като част от дейността на Българската орнитологическа централа.

### Червен ангъч
Червеният ангъч е тясно свързан с база Калимок. Още от самото ѝ създаване в нея започват действия по възстановяване на някога многобройните популации на птицата в Добруджа. В базата видът се отглежда изкуствено, а чрез интродукция е създадена и нова дива популация в Хасковско.